# Chrysopilus fuscicinctus
Chrysopilus fuscicinctus är en tvåvingeart som beskrevs av Enrico Adelelmo Brunetti 1927. Chrysopilus fuscicinctus ingår i släktet Chrysopilus och familjen snäppflugor. Inga underarter finns listade i Catalogue of Life.